# Корманська сільська рада
Ко́рманська сільська́ ра́да — адміністративно-територіальна одиниця та орган місцевого самоврядування в Сокирянському районі Чернівецької області. Адміністративний центр — село Кормань.

## Загальні відомості
- Населення ради: 959 осіб (станом на 2001 рік)

## Населені пункти
Сільській раді підпорядковані населені пункти:
- с. Кормань

## Склад ради
Рада складалася з 16 депутатів та голови.
- Голова ради: Андронік Дмитро Петрович
- Секретар ради: Базелюк Олеся Дмитрівна

### Керівний склад попередніх скликань
| Прізвище, ім'я, по батькові | Основні відомості                                                               | Дата обрання | Дата звільнення |
| --------------------------- | ------------------------------------------------------------------------------- | ------------ | --------------- |
| Андронік Петро Васильович   | Сільський голова, 1964 року народження, член Української Народної Партії        | 26.03.2006   | 31.10.2010      |
| Андронік Дмитро Петрович    | Сільський голова, 1961 року народження, освіта середня спеціальна, безпартійний | 31.10.2010   |                 |

Примітка: таблиця складена за даними сайту Верховної Ради України

### Депутати
За результатами місцевих виборів 2010 року депутатами ради стали:

#### За суб'єктами висування
| Суб'єкт висування                                       | Кількість обраних депутатів | %    |
| ------------------------------------------------------- | --------------------------- | ---- |
| Самовисування                                           | 15                          | 93,8 |
| Політична партія Всеукраїнське об'єднання «Батьківщина» | 1                           | 6,3  |

#### За округами
| № округу                                                | Прізвище, ім'я, по батькові       | Дата визнання обраним | Освіта             | Партійна приналежність                        | Відомості про обраного депутата                                       |
| ------------------------------------------------------- | --------------------------------- | --------------------- | ------------------ | --------------------------------------------- | --------------------------------------------------------------------- |
| Політична партія Всеукраїнське об'єднання «Батьківщина» |                                   |                       |                    |                                               |                                                                       |
| 7                                                       | Марчук Олександр Васильович       | 13.11.2010            | вища               | член Всеукраїнського об'єднання «Батьківщина» | Корманська загальноосвітня школа І-ІІІ ст., тренер-викладач з футболу |
| Самовисування                                           |                                   |                       |                    |                                               |                                                                       |
| 1                                                       | Леленко Людмила Петрівна          | 13.11.2010            | середня спеціальна | позапартійна                                  | сільська бібліотека, завідувачка                                      |
| 2                                                       | Базелюк Тетяна Іванівна           | 13.11.2010            | вища               | позапартійна                                  | Корманська загальноосвітня школа І-ІІІ ст., психолог                  |
| 3                                                       | Крижанівський Михайло Тимофійович | 13.11.2010            | середня            | позапартійний                                 | Новодністровський РУВР, охоронець                                     |
| 4                                                       | Трофанюк Валентина Володимирівна  | 13.11.2010            | вища               | позапартійна                                  | Корманська сільська рада, головний бухгалтер                          |
| 5                                                       | Поляк Василь Васильович           | 13.11.2010            | середня            | позапартійний                                 | тимчасово не працює                                                   |
| 6                                                       | Дика Алла Дмитрівна               | 13.11.2010            | середня            | позапартійна                                  | тимчасово не працює                                                   |
| 8                                                       | Басюк Анатолій Олександрович      | 13.11.2010            | середня спеціальна | позапартійний                                 | тимчасово не працює                                                   |
| 9                                                       | Андронік Леонід Васильович        | 13.11.2010            | вища               | член Всеукраїнського об'єднання «Батьківщина» | Корманська загальноосвітня школа І-ІІІ ст., вчитель історії           |
| 10                                                      | Мусюрка Олеся Василівна           | 13.11.2010            | вища               | член Єдиного Центру                           | Корманська сільська рада, секретар виконкому                          |
| 11                                                      | Крижанівський Руслан Миколайович  | 13.11.2010            | середня            | позапартійний                                 | тимчасово не працює                                                   |
| 12                                                      | Андронік Леонід Олександрович     | 13.11.2010            | середня спеціальна | позапартійний                                 | Корманська загальноосвітня школа І-ІІІ ст., вчитель українознавства   |
| 13                                                      | Гуйван Марія Петрівна             | 13.11.2010            | середня спеціальна | позапартійна                                  | приватний підприємець                                                 |
| 14                                                      | Базелюк Олеся Дмитрівна           | 13.11.2010            | вища               | член Єдиного Центру                           | Корманська сільська рада, секрета виконавчого комітету                |
| 15                                                      | Леленко Анжеліка Миколаївна       | 13.11.2010            | середня            | позапартійна                                  | тимчасово не працює                                                   |
| 16                                                      | Балан Валерій Степанович          | 13.11.2010            | середня            | позапартійний                                 | тимчасово не працює                                                   |